# Faro di Blacksod
Il faro di Blacksod (in inglese Blacksod lighthouse, in gaelico irlandese Fód Dubh) è un faro situato nel punto più meridionale della Penisola di Mullet, nella Contea di Mayo, Irlanda. È costruito con granito proveniente dalla vicina cava di Termon Hill. Il faro di Blacksod ha una forma strana dal momento che è prevalentemente cubico, eccezion fatta per il cono superiore. Sebbene sia possibile avvicinarsi in sua prossimità, il faro non è visitabile per il pubblico..

## Storia
Il faro venne costruito nel 1864 su commissione di uno dei mercanti allora più importanti di Belmullet, Bryan Carey..
Le osservazioni condotte dal faro nel giugno 1944 portarono al rinvio dello Sbarco in Normandia. L'Irlanda, che durante la seconda guerra mondiale era rimasta neutrale, forniva supporto meteorologico al Regno Unito, in base ad un accordo stilato nell'ambito del Trattato anglo-irlandese. Le osservazioni del capitano del faro, Ted Sweeney, portarono il generale americano (e futuro presidente) Dwight Eisenhower a rinviare lo sbarco, inizialmente programmato per il 4 giugno 1944, al 6 giugno 1944.
La struttura venne pesantemente danneggiata da un'onda anomala nel 1989.